# Лавранангер
Лавранангер (горномар. Ляврӓнӓнгӹр) — деревня в Горномарийском районе Республики Марий Эл. Входит в состав Троицко-Посадского сельского поселения.

## География
Находится в юго-западной части республики Марий Эл на расстоянии приблизительно 11 км на юг-юго-запад от районного центра города Козьмодемьянск.

## История
Упоминается с 1859 года, в 1897 году здесь («околодок Лябранангер») числилось 12 дворов (57 жителей.), а в 1915 году — 15 дворов с населением в 65 человек. В 1924 году в деревне числилось 15 дворов с населением в 63 человека. В 1925 году здесь было 72 человека, а в 1929 — 22 двора с населением в 102 человека. В 2001 году отмечено 18 жилых дворов. В советское время работали колхозы «Пламя», им. Мичурина и совхоз «Волга».

## Население
Население составляло 58 человек (горные мари 100 %) в 2002 году, 54 в 2010.